# Farsta strand (stacja metra)
Farsta strand – podziemna stacja sztokholmskiego metra, leży w Sztokholmie, w Söderort, w dzielnicy Farsta, w części Farsta strand. Ostatnia stacja zielonej linii metra T18, za Farstą. Dziennie korzysta z niej około 3 700 osób. Przy stacji metra położona jest stacja pendeltågu Farsta strand.
Stacja znajduje się głębokości około 5 m, na południe od Magelungsvägen. Posiada jedno wyjście zlokalizowane przy Farsta Strandplan. 
Otworzono ją 29 sierpnia 1971. Posiada jeden peron.

## Sztuka
- Kopie drzeworytów przedstawiających historię Farsty wykonanych przez Kristinę Anshelm w 1989. Zostały umieszczone na peronie w 1997.
- Betonowa mozaika na ścianach, Fredrik Jacobsson, 1993
- Dekoracje na posadzce, Fredrik Jacobsson, 1993

## Czas przejazdu
| Linia | Stacja | Czas przejazdu | Stacja                                                   | Czas przejazdu                     |
| T18   | Alvik  | 37 min         | Skärmarbrink Gullmarsplan Slussen Gamla stan T-Centralen | 13 min 15 min 19 min 20 min 24 min |

## Otoczenie
W najbliższym otoczeniu stacji znajdują się:
- Villa Dagaborg
- Magelungsskolan
- Rikets Sal
- Larsbodaskolan